# Pharbitis
Pharbitis es un género con 74 especies de plantas de flores perteneciente a la familia de las convolvuláceas. 

## Especies seleccionadas
- Pharbitis acuminata Choisy
- Pharbitis aitonii (Lindl.) H.Manitz
- Pharbitis aristolochifolia Raf.
- Pharbitis asteropila Ten. ex Pasq.
- Pharbitis barbata G.Don